# Iglesia de San Pedro Mártir (Fuente el Saz de Jarama)
La iglesia de San Pedro Apóstol ("Mártir" erróneamente en el Decreto de la Comunidad de Madrid [ver infra]) es un edificio religioso situado en el municipio español de Fuente el Saz de Jarama, perteneciente a la Comunidad de Madrid.

## Historia y características
La construcción del edificio se remonta al siglo xvi, finalizándose hacia comienzos del siglo xvii. Cuenta con un cuerpo de tres naves, norte, central y sur, con 3, 4 y 4 tramos, respectivamente. La parte superior de la torre, de planta cuadrada, está acabada con un chapitel herreriano.
La iglesia fue declarada bien de interés cultural mediante decreto de 8 de marzo de 2012 (BOCM de 16 de marzo de 2012).